# Joanne Ritchie
Joanne Ritchie es una deportista canadiense que compitió en triatlón. Ganó tres medallas en el Campeonato Mundial de Triatlón entre los años 1991 y 1993.

## Palmarés internacional
| Campeonato Mundial | Campeonato Mundial       | Campeonato Mundial | Campeonato Mundial |
| Año                | Lugar                    | Medalla            | Prueba             |
| ------------------ | ------------------------ | ------------------ | ------------------ |
| 1991               | Gold Coast (Australia)   | Medalla de oro     | Individual         |
| 1992               | Huntsville (Canadá)      | Medalla de plata   | Individual         |
| 1993               | Mánchester (Reino Unido) | Medalla de bronce  | Individual         |